# Гелла Вандекавеє
Гелл Вандекавеє (нід. Gella Vandecaveye; нар.. 5 червня 1973 року, Кортрейк, Бельгія) — бельгійська дзюдоїстка, дворазова призерка літніх Олімпійських ігор, дворазова чемпіонка світу, семиразова чемпіонка Європи, багаторазова чемпіонка Бельгії.

## Спортивна біографія
Гелла Вандекавеє почала займатися дзюдо у 8-річному віці. На молодіжному рівні Гелла виграла всі можливі нагороди у рамках національних першостей. 1990 року Вандекавеє стала третьою на молодіжному чемпіонаті Європи. 1990 року Гелла стала чемпіонкою Бельгії вже серед дорослих, а починаючи з 1992 року Вандекавеє вигравала національний чемпіонат 13 разів поспіль.
У 1992 році Гелла дебютувала на літніх Олімпійських іграх у Барселоні. На іграх бельгійка взяла участь у змаганнях у категорії до 61 кг. Гелла впевнено пройшла два раунди, але на стадії 1/4 фіналу поступилася німкені Фрауке Айкхоф. У втішному раунді за третє місце Вандекавеє поступилася Олені Петровій і вибула з подальшої боротьби. 1993 року молода бельгійська дзюдоїстка несподівано стала чемпіонкою світу, перемігши у фіналі срібну медалістку попередніх Олімпійських ігор ізраїльтянку Яель Арад. Навесні 1994 року Вандекавеє здобула золото дорослого чемпіонату Європи, що проходив у польському Гданську. 1995 рік ознаменувався для бельгійки двома бронзовими медалями найбільших міжнародних першостей.
На літніх Олімпійських іграх 1996 року в Атланті Вандекавеє вже розглядалася як претендентка на медалі. Бельгійська дзюдоїстка у категорії до 61 кг змогла дійти до фіналу, де поступилася японці Юко Емото та стала срібною медалісткою Ігор. Починаючи з 1997 року протягом п'яти років, Вандекавеє утримувала титул найкращої дзюдоїстки Європи у своїй ваговій категорії. На світових першостях 1997 та 1999 років Гелла двічі зупинилася за крок від перемоги, здобувши срібні медалі.
За два місяці до початку літніх Олімпійських ігор 2000 року в Сіднеї Вандекавеє під час тренувального табору порвала поперечну зв'язку правого коліна, і постало питання про участь спортсменки в Іграх. Проте разом зі своїм фізіотерапевтом спортсменка змогла набрати форму та виступила у Сіднеї. Незважаючи на недавню травму, Гелла успішно виступила у змаганнях у категорії до 63 кг. За весь турнір бельгійська дзюдоїстка поступилася лише раз, програвши у чвертьфіналі лише за рішенням суддів майбутній срібній медалістці Ігор китаянці Лі Шуфан. За два тижні до початку чемпіонату світу 2001 року в Мюнхені Гелла, впустивши кухонний ніж, порізала собі великий палець на нозі, проте спортсменка змогла проявити характер і завоювала своє друге золото світових першостей.
Літні Олімпійські ігри 2004 року в Афінах склалися для Вандекавеє не найкращим чином. У чвертьфіналі олімпійського турніру в категорії до 63 кг бельгійка поступилася словенській спортсменці Уршці Жолнір, а у втішному турнірі поступилася титулованій кубинці Дріуліс Гонсалес та залишилася без олімпійської медалі. У тому ж році Вандекавеє вирішила завершити свою спортивну кар'єру.
У 2009 році Вандекавеє відвідала безліч країн з метою зустрічі з бельгійцями, які мешкають у різних державах світу, відвідання бельгійських підприємств та посольств Бельгії. В рамках поїздки їй вдалося провести зустріч з прем'єр-міністром Російської Федерації Володимиром Путіним та Далай-ламою.
У 2015 році Гелла Вандекавеє введена до зали слави Міжнародної федерації дзюдо.

## Досягнення
- Дзюдоїстка року в Європі (4): 1994, 1998, 1999, 2001
- Спортсменка року у Бельгії (2): 1993, 1997

## Державні нагороди
- Великий офіцер Ордену Леопольда I (2003).

## Особисте життя
- Написала біографічну книгу «Гелла та Едді, запаморочливий дует» (нід. Gella & Eddy, een halsbrekend duo).
- У 2005 році на честь Гелли Вандекавеї була випущена поштова марка номіналом 0,50 €[6].